# Croiseur sous-marin
Un croiseur sous-marin est un très grand sous-marin conçu pour rester en mer pendant de longues périodes dans des secteurs éloignés des ports maritimes. Son rôle était analogue à celui des croiseurs de surface, c'est-à-dire qu'il naviguait dans des eaux lointaines, effectuait des raids contre des navires de commerce ennemis et faisait du repérage pour la flotte de combat.
Les sous-marins de croisière ont connu un certain succès pendant une brève période de la Première Guerre mondiale, mais moins que les sous-marins d'attaque, plus petits, de la Seconde Guerre mondiale. Les grands sous-marins restaient vulnérables aux dommages causés par les navires marchands équipés de façon défensive, étaient lents à plonger s'ils étaient trouvés par un avion, offraient une grande surface d'écho sonar et étaient moins capables de manœuvrer de façon défensive lors d'attaques par grenades anti-sous-marines.

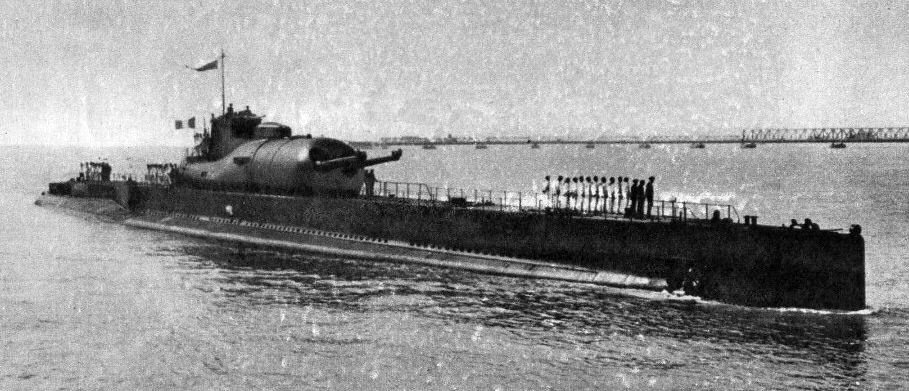
Le Surcouf possédait les plus gros canons de tous les sous-marins de croisière

## Histoire
Le concept de croiseur sous-marin est né pendant la campagne de guerre sous-marine illimitée de 1917. Trois sous-marins (U-Boot) allemands de type U 139 et sept anciens sous-marins marchands, chacun armé de deux canons de 15 centimètres, patrouillaient dans des zones éloignées de leurs bases de la mer du Nord. Ils traquaient les navires marchands alliés, visant à mettre fin à la Première Guerre mondiale en affamant le Royaume-Uni de Grande-Bretagne et d'Irlande. Ces patrouilles lointaines bénéficiaient d'une immunité unique contre les mesures défensives des convois qui limitaient les succès des attaques sous-marines à proximité des îles Britanniques.
L'expérience de combat de ces sous-marins pendant la Première Guerre mondiale a encouragé toutes les grandes marines à construire des prototypes de croiseurs sous-marins entre les deux guerres mondiales ; leurs coûts a découragé la plupart d'entre elles de poursuivre la production. Les développements ont été limités par le traité naval de Londres de 1930, en vertu duquel chaque signataire était autorisé à posséder au maximum trois grands sous-marins, chacun d'un poids supérieur à 2 000 tonnes mais ne dépassant pas 2 800 tonnes de déplacement standard, avec des canons ne dépassant pas 150 mm de calibre.
La marine japonaise priorisant la portée de leurs routes commerciales du Pacifique, elle développa la plus large gamme de croiseurs sous-marins, avec notamment les types "Junsen" (巡潜, "Croiseurs Sous-marins"), qui incluait les types J, A, B, et C. L'Allemagne a décidé de ne pas construire les U-Boote projetés de 3 140 tonnes de type XI avec un hangar à avions et quatre canons de 13 cm. Les sous-marins à long rayon d'action avec des canons de pont moins impressionnants, y compris les U-Boote de type IXD2 et les sous-marins de la flotte de la marine américaine, ont évolué tout au long de la Seconde Guerre mondiale ; et peuvent être qualifiés de sous-marins de croisière, en regard des sous-marins conçus pour des patrouilles plus courtes sur des distances moins importantes.

## Exemples
| Nom               | Nation                     | Déplacement en surface | Déplacement en plongée | Vitesse                | Canons      | Tube lance-torpilles | Equipage | Année | Référence |
| ----------------- | -------------------------- | ---------------------- | ---------------------- | ---------------------- | ----------- | -------------------- | -------- | ----- | --------- |
| Ettore Fieramosca | Royaume d'Italie           | 1 530 tonnes           | 2 094 tonnes           | 15 nœuds (28 km/h)     | 1 × 12 cm   | 14                   | 78       | 1929  |           |
| Surcouf           | France                     | 3 250 tonnes           | 4 304 tonnes           | 18 nœuds (33 km/h)     | 2 × 203 mm  | 10                   | 118      | 1934  | [ 5 ]     |
| Classe Narwhal    | US Navy                    | 2 730 tonnes           | 4 050 tonnes           | 17 nœuds (31 km/h)     | 2 × 15 cm   | 6                    | 90       | 1928  | [ 6 ]     |
| Type U-139        | Kaiserliche Marine         | 1 930 tonnes           | 2 483 tonnes           | 15 nœuds (28 km/h)     | 2 × 15 cm   | 6                    | 62       | 1916  | [ 7 ]     |
| Type U-151        | Kaiserliche Marine         | 1 512 tonnes           | 1 875 tonnes           | 12 nœuds (22 km/h)     | 2 × 15 cm   | 6                    | 56       | 1917  | [ 7 ]     |
| Type J1           | Marine impériale japonaise | 2 135 tonnes           | 2 791 tonnes           | 18 nœuds (33 km/h)     | 2 × 14 cm   | 6                    | 80       | 1926  | [ 8 ]     |
| Type B1           | Marine impériale japonaise | 2 584 tonnes           | 3 654 tonnes           | 23 nœuds (43 km/h)     | 1 × 14 cm   | 6                    | 100      | 1940  | [ 9 ]     |
| Type A3           | Marine impériale japonaise | 3 603 tonnes           | 4 762 tonnes           | 16 nœuds (30 km/h)     | 1 × 14 cm   | 6                    | 100      | 1944  | [ 10 ]    |
| HMS X1            | Royal Navy                 | 2 780 tonnes           | 3 600 tonnes           | 19 nœuds (35 km/h)     | 4 × 13 cm   | 6                    | 110      | 1923  | [ 11 ]    |
| Type Kaidai       | Marine impériale japonaise | 1 833 tonnes           | 2 602 tonnes           | 23 nœuds (43 km/h)     | 1 × 12 cm   | 6                    | 80       | 1930  | [ 12 ]    |
| Classe K          | Marine soviétique          | 1 490 tonnes           | 2 104 tonnes           | 22,5 nœuds (41,7 km/h) | 2 × 10 cm   | 10                   | 67       | 1939  | [ 13 ]    |
| Type IXD2         | Kriegsmarine               | 1 616 tonnes           | 1 804 tonnes           | 19 nœuds (35 km/h)     | 1 × 10,5 cm | 6                    | 57       | 1938  | [ 13 ]    |
| Classe Cagni      | Royaume d'Italie           | 1 461 tonnes           | 2 136 tonnes           | 18 nœuds (33 km/h)     | 2 × 10 cm   | 14                   | 85       | 1940  | [ 14 ]    |
| Classe M          | Royal Navy                 | 1 620 tonnes           | 1 977 tonnes           | 15 nœuds (28 km/h)     | 1 × 30,5 cm | 4                    | 62       | 1917  |           |